# Kaja Ziomeková
Kaja Ziomeková (* 3. srpna 1997 Lubin) je polská rychlobruslařka.
Od roku 2012 závodila v juniorském Světovém poháru, v roce 2015 se poprvé představila na Mistrovství světa juniorů. Roku 2016 debutovala v seniorském Světovém poháru a o rok později premiérově startovala na Mistrovství Evropy. Zúčastnila se Zimních olympijských her 2018, kde se v závodě na 500 m umístila na 25. příčce. V roce 2020 vybojovala s polským družstvem bronzové medaile v týmovém sprintu na Mistrovství Evropy i světa. Na Mistrovství Evropy 2022 získala v týmovém sprintu zlatou medaili. Startovala na ZOH 2022 (500 m – 9. místo) a krátce poté získala stříbrnou medaili v týmovém sprintu na světovém šampionátu 2022. V sezóně 2021/2022 vyhrála celkové hodnocení Světového poháru v závodech v týmovém sprintu.